# Уранбаш
Уранба́ш (рос. Уранбаш) — селище у складі Октябрського району Оренбурзької області, Росія.

## Населення
Населення — 632 особи (2010; 796 у 2002).
Національний склад (станом на 2002 рік):
- росіяни — 78 %